# 인민의 힘과의 연합
인민의 힘과의 연합(브라질 포르투갈어: Coligação Com a Força do Povo)은 노동자당의 대통령 후보 지우마 호세프를 지지하기 위해 만들어진 정치연합이다. 2010년에 우루과이의 집권당 광역전선에서 정치적 영감을 얻어 발족하였다. 그러나 많은 우익 정당이 합류해 있었다는 점에서 우루과이 광역전선과 달랐다. 창당 당시 이름은 브라질의 변화를 위하여(Para o Brasil Seguir Mudando)였다가, 2014년 선거를 앞두고 ‘인민의 힘과의 연합’으로 이름을 바꿨다.

## 참여 정당
- 노동자당 (PT)
- 민주노동당 (PDT)
- 브라질 민주운동당 (PMDB)
- 진보당 (PP)
- 브라질 사회민주당 (PSD)
- 공화당 (PR)
- 브라질 공화당(영어판) (PRB)
- 브라질 공산당 (PCdoB)
- 사회정의를 위한 공화당(영어판) (PROS)